# Новоселівка (Первомайська селищна громада)
Новосе́лівка — село в Україні, у Первомайській селищній громаді Миколаївського району Миколаївської області. Населення становить 497 осіб.

## Географія
Село Новоселівка розташоване за 34 км від обласного центру та 7 км від адміністративного центру громади і проходить автошляхом місцевого значення

## Історія
Село засноване 1932 року і перебувало у складі Вітовського райо́ну (до 1944 року — Миколаївський, у 1944—2016 роках — Жовтневий).
12 червня 2020 року, відповідно до розпорядження Кабінету Міністрів України № № 719-р «Про визначення адміністративних центрів та затвердження територій територіальних громад Миколаївської області», село увійцшло до складу Первомайської селищної громади Вітовського району.
17 липня 2020 року, в результаті адміністративно-територіальної реформи та ліквідації Вітовського району, село увійшло до складу Миколаївського району.

## Населення
За переписом УРСР 1989 року чисельність наявного населення села становила 533 особи, з яких 262 чоловіки та 271 жінки.
За переписом населення України 2001 року в селі мешкало 497 осіб.

### Мова
Розподіл населення за рідною мовою за даними перепису 2001 року:
| Мова       | Відсоток |
| ---------- | -------- |
| українська | 95,17 %  |
| російська  | 2,82 %   |
| молдовська | 1,21 %   |
| білоруська | 0,20 %   |
| польська   | 0,20 %   |
| інші       | 0,40 %   |